# Igreja Saint-Aignan de Chalou-Moulineux
A igreja de Saint Aignan localiza-se na comuna de Chalou-Moulineux. Consagrada a Aniano de Orleães (em francês: Aignan), é principalmente de arquitectura românica. Inscrita nos Monumentos históricos por decreto do 6 de Março de 1926 (Referência PA00087852).

## Galeria de Imagens

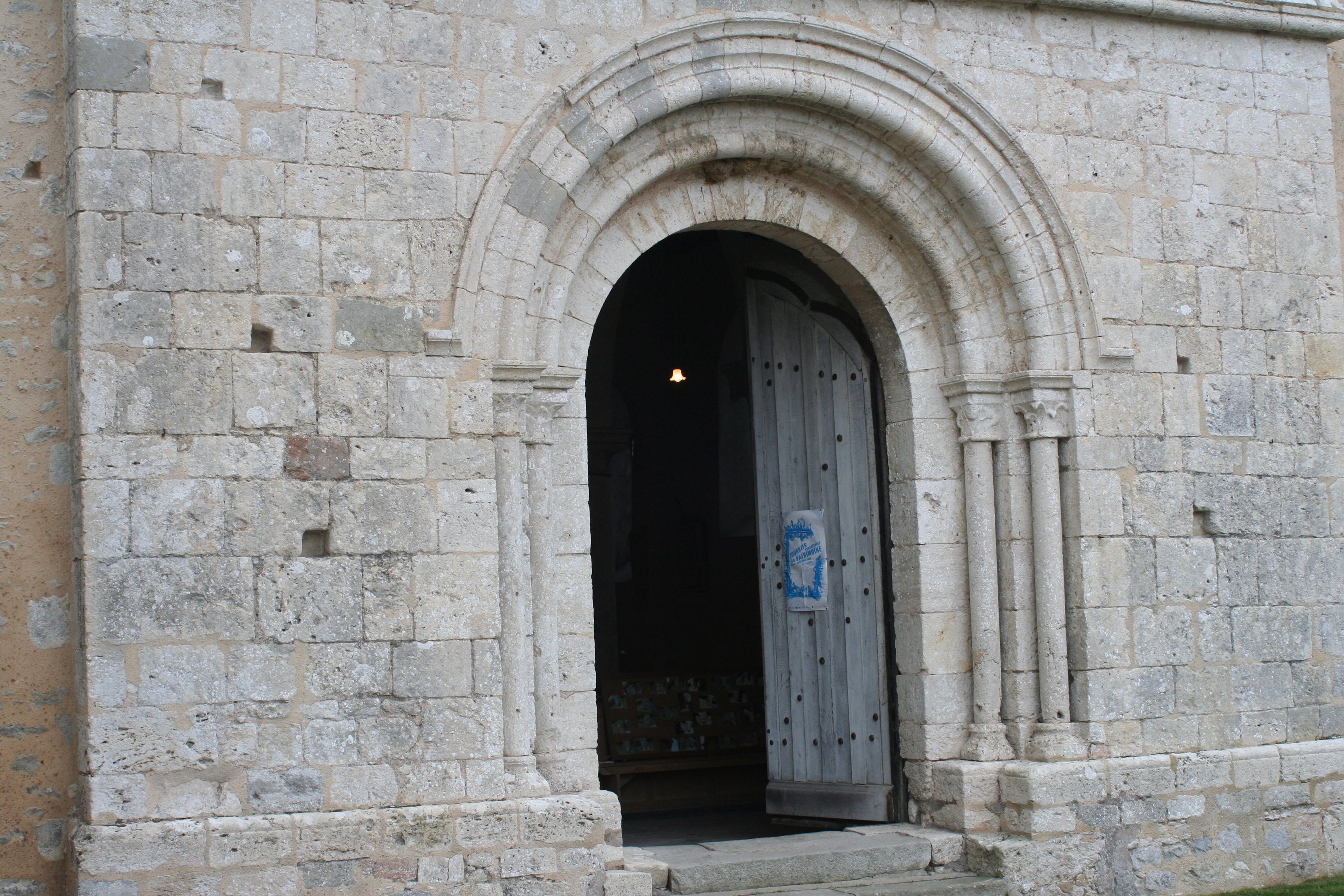
Portão da igreja Saint-Aignan.
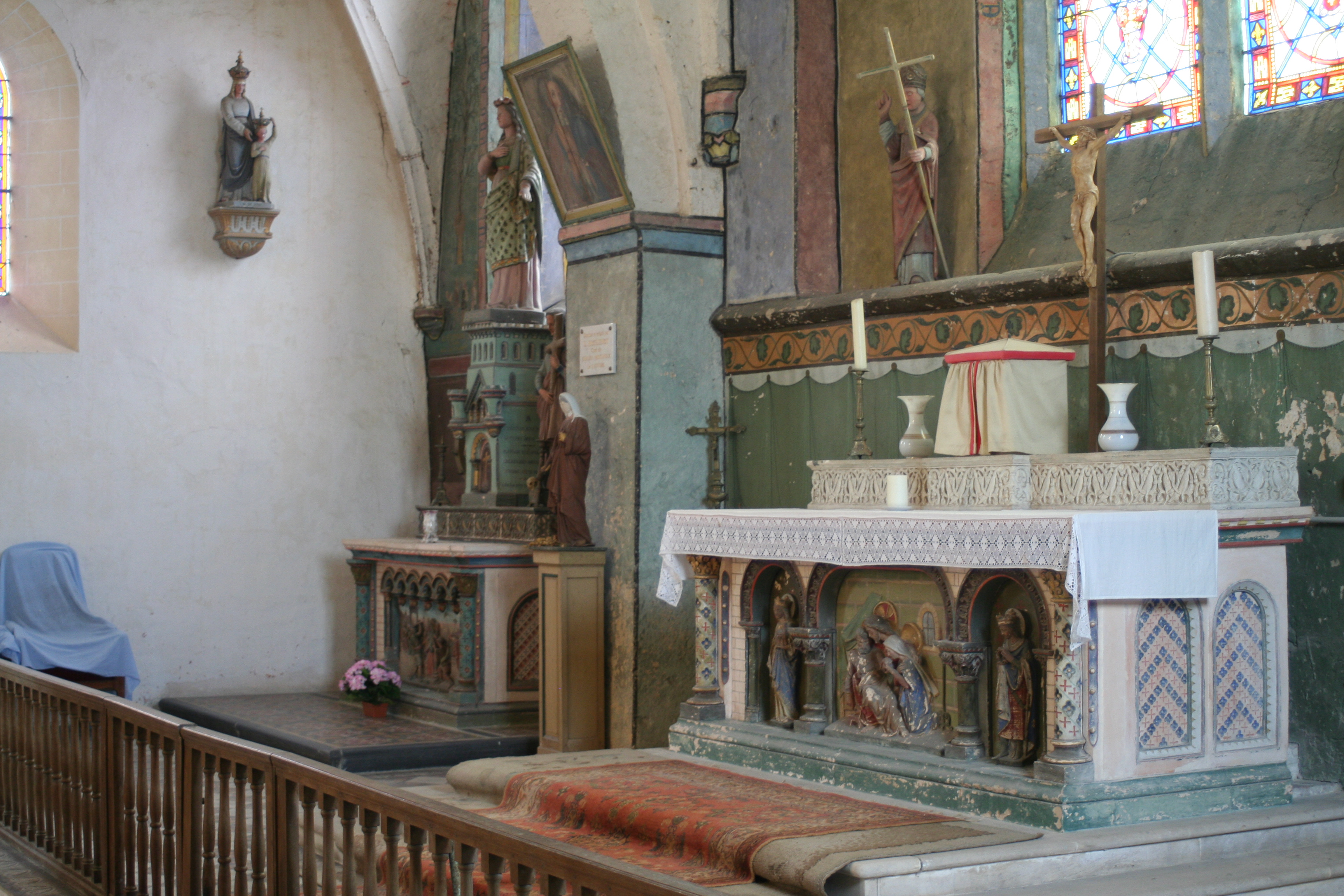
O altar.
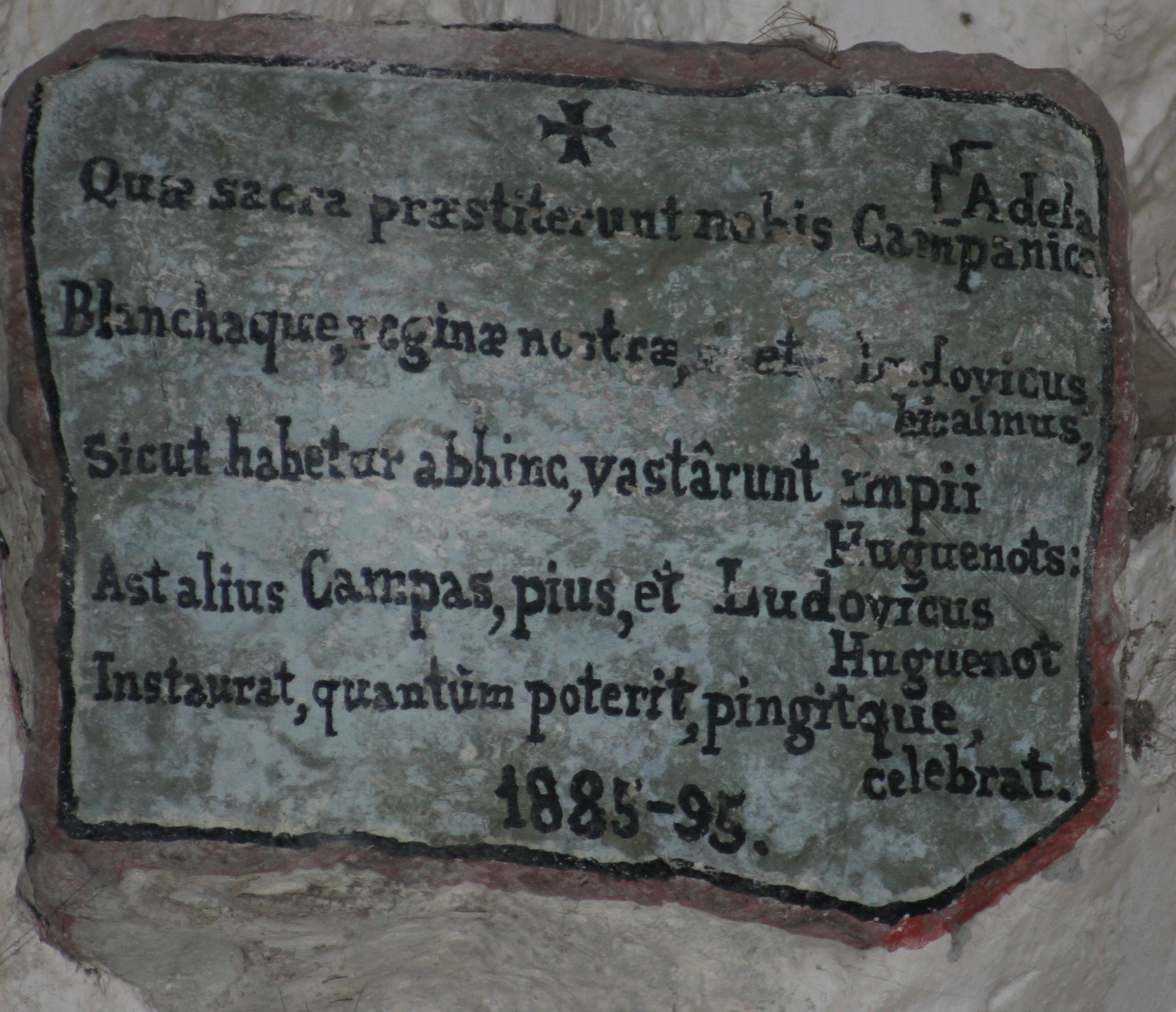
Pintado pelo abade Huguenot.
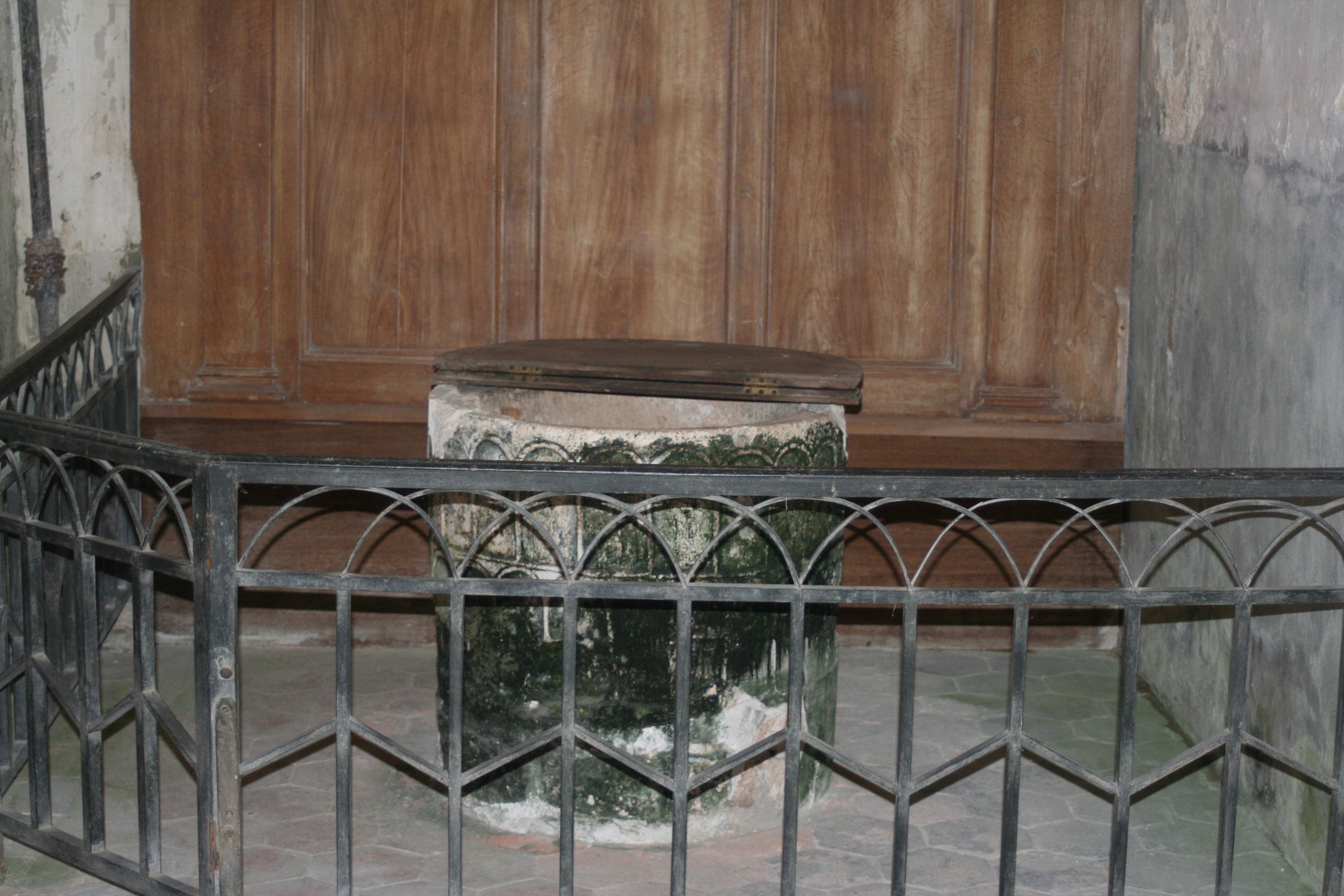
As fontes para o batismo.